# Big Bear Lake
Big Bear Lake (česky Velké Medvědí jezero) je přehradní nádrž v San Bernardino Mountains, v okresu San Bernardino County, ve státě Kalifornie, USA. Jezero dostalo jméno podle medvědů grizzly, jež byli spolu s domorodci původními obyvateli této oblasti. Náleží k povodí řeky Santa Ana. Okolí nádrže je vyhledávanou rekreační oblastí. Nabízí řadu možností sportovního vyžití, včetně jachtingu, koupání, rybaření, v zimě pak lyžování.
Dvěma tamními komerčními centry jsou Big Bear City na východě a Big Bear Village na jihu.